# Chorągiew lekkiej jazdy koronnej Mikołaja Hieronima Sieniawskiego

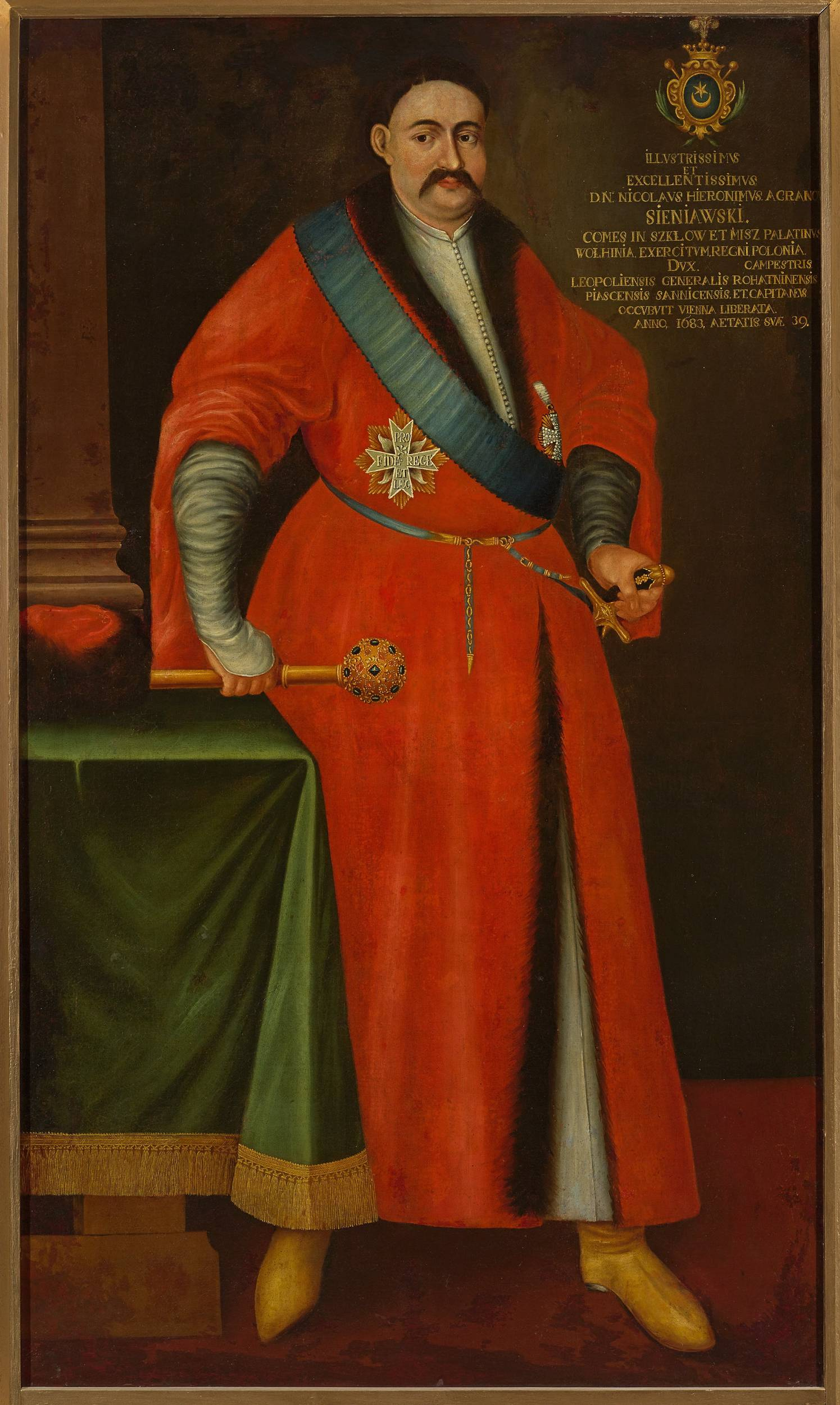
Mikołaj Hieronim Sieniawski herbu Leliwa

Chorągiew lekkiej jazdy koronnej Mikołaja Hieronima Sieniawskiego – chorągiew piechoty II połowy XVII wieku, okresu wojen Rzeczypospolitej z Turcją i Rosją.
Fundatorem i patronem chorągwi był hetman polny koronny Mikołaj Hieronim Sieniawski herbu Leliwa.
Żołnierze chorągwi znaleźli się w kompucie wojsk koronnych pod Wiedniem w 1683 roku (140 koni) i wzięli udział w wojnie polsko-tureckiej 1683–1699.